# Sean M. Carroll
Sean Michael Carroll (Filadélfia, 5 de outubro de 1966) é um cosmólogo e professor de física estadunidense, especializado em energia escura e Relatividade Geral. É professor de investigação no Departamento de Física do Instituto de Tecnologia da Califórnia.
Ele tem sido um contribuinte para a física no blog Cosmic Variance, e tem publicado em jornais e revistas científicas como Nature, Seed, Sky & Telescope, e New Scientist.
Carroll é o autor de Spacetime and Geometry, um livro de pós-graduação sobre relatividade geral, e também gravou palestras para o The Great Courses sobre cosmologia, física do tempo e o bóson de Higgs. Ele também é o autor de dois livros populares: um sobre a seta (ou flecha) do tempo intitulada From Eternity to Here e outro sobre o bóson de Higgs intitulado The Particle at the End of the Universe.

## Carreira
Carroll recebeu seu PhD em astronomia e astrofísica em 1993 pela Universidade Harvard, onde seu conselheiro era George Field. O título de sua dissertação foi "Cosmological Consequences of Topological and Geometric Phenomena in Field Theories". Ele trabalhou como pesquisador de pós-doutorado no Instituto de Tecnologia de Massachusetts e no Instituto Kavli de Física Teórica da Universidade da Califórnia, Santa Barbara, e como professor assistente na Universidade de Chicago até 2006, quando foi negado sua posse. Ele é agora um membro do instituto de Pesquisas da Caltech.
Sua obra mais citada é "Is Cosmic Speed-Up Due To New Gravitational Physics?", Foi escrito com Vikram Duvvuri, Mark Trodden, e Michael Turner. Com mais de 1.000 citações, ele ajudou a criar o estudo da gravidade f(R) na cosmologia.
Em 2010, Carroll foi eleito membro da Sociedade Americana de Física, por suas "contribuições para uma ampla variedade de assuntos em cosmologia, relatividade e teoria quântica de campos, especialmente em ideias sobre a aceleração cósmica, bem como contribuições para a educação de graduação, pós-graduação, e educação científica pública". Em 2014 ele foi premiado com o Andrew Gemant Award, um prêmio dado pelo Instituto Americano de Física "com contribuições significativas para a dimensão cultural, artística e humanística da física". 

## Vida Pessoal
Carroll é casado com Jennifer Ouellette, uma escritora de ciência e ex-diretora da Science & Entertainment Exchange.

## Pesquisas
Carroll tem trabalhado em uma série de tópicos sobre Cosmologia Teórica, Teoria do Campo, e Teoria da Gravitação. Seus trabalhos de pesquisa incluem modelos e restrições experimentais sobre violações da Covariância de Lorentz; o aparecimento de curvas fechadas na relatividade geral; variedades de defeitos topológicos na teoria de campo; e dinâmicas cosmológicas de Dimensões Espaço-temporais Extras. Nos últimos anos, ele tem escrito extensivamente sobre os modelos de energia escura e suas interações com a matéria comum e matéria escura, bem como modificações da relatividade geral na cosmologia.[carece de fontes?]
Carroll também trabalha na questão do problema das Flechas do Tempo. Ele e Jennifer Chen postulam que o Big Bang não é uma ocorrência única, como resultado de toda a matéria e energia do universo originário de uma singularidade no início da era, mas sim um dos muitos eventos de Inflação Cósmica resultantes de flutuações quânticas de Energia do Vácuo em um frio espaço de De Sitter. Carroll e Chen afirmam que o universo é infinitamente velho, mas nunca atinge o Equilíbrio Termodinâmico de acordo com entropia aumenta continuamente, sem limite, devido à densidade de matéria e energia diminuindo a atribuível inflação cósmica recorrente. Eles afirmam que o universo é "estatisticamente tempo-simétrico" na medida em que contém progressões de tempo iguais, "tanto para frente quanto para trás".

## Pontos de vista sobre religião
Carroll é Ateu. Ele recusou um convite para falar em uma conferência patrocinada pela John Templeton Foundation, com a alegação de que ele não queria parecer estar apoiando uma reconciliação entre a ciência e a religião. Em 2004, ele e Shadi Bartsch ensinaram na graduação da Universidade de Chicago um Curso sobre a História do Ateísmo. Em 2012, ele organizou o workshop "Moving Naturalism Forward", que reuniu cientistas e filósofos para discutir questões associadas a uma visão Naturalista do mundo. Seu artigo, "Does the Universe Need God?" no The Blackwell Companion for Science and Christianity, desenvolvendo a afirmação de que a ciência já não precisa postular um ser divino para explicar a existência do universo. O artigo gerou uma atenção significativa quando foi discutida no The Huffington Post.
Carroll ocasionalmente participa de debates formais ou em discussões com Teístas. Em 2012, Carroll uniu-se a Michael Shermer para debater com Ian Hutchinson, do MIT e o autor Dinesh D'Souza em um evento da Caltech intitulado "The Great Debate: Has Science Refuted Religion?". Em 2014, Carroll debateu com o apologista cristão William Lane Craig como parte do Greer-Heard Forum, em Nova Orleans. O tema do debate foi "The Existence of God in Light of Contemporary Cosmology'". Carroll recebeu o "Emperor Has No Clothes Awards" pela Convenção Nacional Anual do Freedom From Religion Foundation, em outubro de 2014.

## Publicações
- Carroll, Sean (2003). Spacetime and Geometry: An Introduction to General Relativity. ISBN 0-8053-8732-3.
- Carroll, Sean (2010). From Eternity To Here. ISBN 0-525-95133-4. Ele aborda um princípio fundamental aberta na física: a flecha do tempo.
- Carroll, Sean (2012). The Particle at the End of the Universe: How the Hunt for the Higgs Boson Leads Us to the Edge of a New World. ISBN 0-525-95359-0. Aqui ele descreve a caça pela descoberta do Bson de Higgs no Large Hadron Colider do CERN e foi o vencedor do Royal Society Winton Prize for Science Books.[15]
- Carroll, Sean (2016). The Big Picture: On the Origins of Life, Meaning, and the Universe Itself. ISBN 978-0-5259-5482-8, onde Carroll apresenta o conceito de naturalismo poético.
- Carroll, Sean (2019). Something Deeply Hidden: Quantum Worlds and the Emergence of Spacetime. ISBN 978-1-5247-4301-7